# Horatio Pintea
Horatio Pintea (* 11. November 1962 in Oradea, Rumänien) ist ein kanadischer Tischtennisspieler mit internationalen Auftritten in der Zeit von 1983 bis 2002. Er nahm an acht Weltmeisterschaften und an den Olympischen Spielen 1988 teil.

## Werdegang
Horatio Pintea übersiedelte Anfang der 1980er Jahre von Rumänien nach Kanada. Hier begegnete er 1983 der Tischtennisweltmeisterin Geng Lijuan, die er im Juni 1989 heiratete.
Pintea holte bei den Nordamerikanischen Meisterschaften vier Goldmedaillen, nämlich 1990 und 1992 (mit Wenguan Johnny Huang) im Doppel, 1994 mit der kanadischen Mannschaft und 1998 im Mixed. Bei Panamerikanischen Spielen siegte er 1987 im Doppel mit Joe Ng und 1995 im Mixed mit Geng Lijuan. Ohne Aussicht auf Medaillen blieb er bei acht Weltmeisterschaften in der Zeit von 1995 bis 2000.
Zusammen mit Joe Ng trat er bei den Olympischen Spielen 1988 im Doppelwettbewerb an. Dabei gewann er viermal und verlor dreimal. Somit landete er auf Platz 13.
In den 1990er Jahren spielte Horatio Pintea in der deutschen Bundesliga, zunächst zusammen mit seiner Ehefrau bei der Spvg Steinhagen, später beim unterklassigen Verein TTC Dorheim.

## Spielergebnisse bei den Olympischen Spielen
- Olympische Spiele 1988 Doppel mit Joe Ng Vorgruppe C[3]
  - Siege: Patrick Birocheau/Jean-Philippe Gatien (Frankreich), Titus Omotara/Atanda Musa (Nigeria), Boris Rozenberg/Andrey Mazunov (Sowjetunion), Gilany Hosnani/Alain Choo Choy (Mauritius)
  - Niederlagen: Jiang Jialiang/Xu Zengcai (China), Ilija Lupulesku/Zoran Primorac (Jugoslawien), Huang Huei-Chieh/Wu Wen-Chia (Taiwan)

## Turnierergebnisse
| Verband | Veranstaltung               | Jahr | Ort                    | Land | Einzel     | Doppel         | Mixed     | Team  |
| ------- | --------------------------- | ---- | ---------------------- | ---- | ---------- | -------------- | --------- | ----- |
| CAN     | North American Championship | 2002 | Edmonton               | 0    |            | Runn-up        |           |       |
| CAN     | North American Championship | 1998 | Winnipeg               | 0    |            |                | Winner    |       |
| CAN     | North American Championship | 1997 | Flint                  | 0    | Halbfinale |                |           |       |
| CAN     | North American Championship | 1994 | Laval                  | 0    | QF         |                |           | 1     |
| CAN     | North American Championship | 1992 | Ste Hyacinthe          | 0    |            | Winner         |           |       |
| CAN     | North American Championship | 1991 | Laval                  | 0    | Halbfinale |                |           |       |
| CAN     | North American Championship | 1990 | Ste Hyacinthe          | 0    |            | Winner         |           |       |
| CAN     | North American Championship | 1985 | Lake Placid            | 0    | Runn-up    |                |           |       |
| CAN     | Olympic Games               | 1988 | Seoul                  | KOR  | dnp        | Lost 1st stage |           |       |
| CAN     | PAN-American Games          | 1995 | Mar del Plata          | ARG  | Halbfinale | Halbfinale     | Winner    |       |
| CAN     | PAN-American Games          | 1991 | Havana                 | CUB  | Halbfinale | Runn-up        |           |       |
| CAN     | PAN-American Games          | 1987 | Indianapolis           | USA  |            | Winner         |           |       |
| CAN     | PAN-American Games          | 1983 | Caracas                | VEN  | QF         |                | Runn-up   | 2     |
| CAN     | Pro Tour                    | 1997 | Fort Lauderdale        | USA  |            | Rd of 16       |           |       |
| CAN     | World Championship          | 2000 | Kuala Lumpur           | MAS  |            |                |           | 21-24 |
| CAN     | World Championship          | 1999 | Eindhoven              | NED  | dnp        | dnp            | dnp       |       |
| CAN     | World Championship          | 1995 | Tianjin                | CHN  | Rd of 128  | Rd of 64       | Rd of 32  | 37    |
| CAN     | World Championship          | 1993 | Gothenburg             | SWE  | Rd of 128  | Rd of 64       | Rd of 128 | 19    |
| CAN     | World Championship          | 1991 | Chiba City             | JPN  | Rd of 64   | Rd of 64       | Rd of 32  | 8     |
| CAN     | World Championship          | 1989 | Dortmund               | FRG  | Qual       | Rd of 64       | Rd of 128 | 27    |
| CAN     | World Championship          | 1987 | New Delhi              | IND  | Rd of 64   | Rd of 64       | Rd of 128 | 24    |
| CAN     | World Championship          | 1985 | Gothenburg             | SWE  | Rd of 64   | Rd of 64       | Qual      | 35    |
| CAN     | World Cup                   | 1987 | Macao                  | CHN  | 15         |                |           |       |
| CAN     | World Doubles Cup           | 1992 | Las Vegas              | USA  |            | 9              |           |       |
| CAN     | World Doubles Cup           | 1990 | Seoul                  | KOR  |            | 13             |           |       |
| CAN     | WTC-World Team Cup          | 1994 | Nimes                  | FRA  |            |                |           | 13    |
| CAN     | WTC-World Team Cup          | 1991 | Barcelona              | ESP  |            |                |           | 9     |
| CAN     | WTC-World Team Cup          | 1990 | Hokkaido, Aomori, Niig | JPN  |            |                |           | 13    |